# Music Construction Set
Music Construction Set (MCS) — программа для записи музыкальной композиции. Изначально разработанная в 1984 году для компьютеров Apple II, была быстро перенесена на другие домашние компьютеры. Программа спроектирована и разработана Уиллом Харви и представлена фирмой Electronic Arts. Харви придумал и разработал оригинальную Apple II версию программы на ассемблере в возрасте 15 лет.
Music Construction Set — прототип многих современных музыкальных редакторов.

## Описание
С помощью MCS, пользователь может создавать музыкальные композиции используя графический интерфейс в новой концепции эпохи для разработок. Пользователь может переносить ноты, проигрывать свои произведения и распечатывать их. К программе прилагалось несколько мелодий-примеров.
Многие версии программы требовали использовать джойстик в процессе создания мелодии нота за нотой.

## Ограничения
Несмотря на новинку, процесс создания музыки был очень громоздким из-за ранних примитивных способов ввода информации, свойственным персональным компьютерам тех лет. К тому же Apple II и PC имели очень ограниченные встроенные средства воспроизведения звука. В то же время семейство Atari 400 and 800 computers имело 4-голосный звуковой процессор с собственным чипом и полностью совместимый с 8-битными программами Atari 8-bit.
Программа использовала современное оснащение их владельцев. Например, IBM PC (DOS) версии доступен порт интерфейса магнитофона IBM PC Model 5150’s, предоставляющий 4 голосное стерео. Эта версия также использовала возможности 3-голосного звука, встроенного в IBM PCjr и Tandy 1000. Версии для Apple II поддерживают карты расширения Mockingboard для вывода более качественного звука. В дополнение, используя Mockingboard позволило прокручивать партитуру одновременно с проигрыванием её нот. Без неё Apple II тратили все ресурсы процессора на воспроизведение звука без возможности обновлять изображение на экране во время игры.